# Georges Island
Georges Island är en ö i Kanada.   Den ligger i provinsen Nova Scotia, i den sydöstra delen av landet, 1 000 km öster om huvudstaden Ottawa.
Terrängen på Georges Island är varierad.
I omgivningarna runt Georges Island växer i huvudsak blandskog. Runt Georges Island är det ganska tätbefolkat, med 214 invånare per kvadratkilometer.